# ゴルゴタの丘への行進
『ゴルゴタの丘への行進』（ゴルゴタのおかへのこうしん、英: The Procession to Calvary）は、ピーテル・ブリューゲルが1564年に描いた絵画。『十字架を担うキリスト』とも。オーストリア・ウィーンにある美術史美術館に所蔵されている。
2011年に公開された映画『ブリューゲルの動く絵』は、本作品を題材に、映像として再構築したものである。

## 作品
十字架を担いながら倒れるイエス・キリストが、馬にまたがった役人たちや多くの群衆とともに描かれている。画面のちょうど中央に位置するキリストの姿は、よく見なければわからないほど小さく描かれている。キリストの姿を画面いっぱいに拡大して描き出すのではなく、風景表現とともにゴルゴタの丘を目指す行列が描かれているが、このような手法は16世紀前半以降の伝統であった。
アントウェルペンを想起させる都市景観の他に、絵が描かれた時代の日常的な文物が右遠景に差し入れられることによって、聖書の舞台に現実感をもたせている。それに対して、画面の前景に大きく描き出された嘆きの聖母の集まりは、装いやサイズの点からも、意識的に画面の他の部分と区別して描かれているものと思われる。
罪人の全身の骨を車輪で砕いた後、杭の上につけた車輪の上で死体を放置し腐敗させる極刑である車刑が前景の右端に描かれている。その手前に描かれている、白い衣装を身につけ、帽子を被った人物は、唯一キリストの方に視線を向けており、画面中景の人々の無関心さをいっそう際立たせているが、この人物は、ブリューゲル本人なのではないかと考えられている。